# Marcelo Delpech
Marcelo Emilio Rafael Delpech (nacido en ca. 1926) es un abogado y diplomático argentino, que se desempeñó como jefe de la delegación argentina en la mediación papal desarrollada durante la etapa final del conflicto del Beagle, durante la presidencia de Raúl Alfonsín. Luego representó a su país en las Naciones Unidas.

## Carrera
A mediados de 1982 fue nombrado Consejero Legal de la Cancillería Argentina y luego fue nombrado subsecretario de Asuntos Australes y Limítrofes de la misma.

### Conflicto del Beagle
Hacia enero de 1984 se encontraba en la representación argentina en la Oficina de la Organización de las Naciones Unidas en Ginebra, cuando es convocado para la delegación argentina para la mediación papal por el conflicto del Beagle debido a su especialización en temas jurídicos y a que conformaba el equipo de abogados de Cancillería Argentina trabajaba en el tema previamente. Las negociaciones entre argentinos y chilenos se realizaron directamente desde ese momento, a propuesta del representante chileno Ernesto Videla.
El 18 de octubre de 1984 los negociadores Delpech y Videla iniciaron en la Ciudad del Vaticano el acta de consolidación del texto de un acuerdo para finalizar el conflicto, y al día siguiente hicieron público el contenido. El 25 de noviembre de 1984 el texto de acuerdo fue aprobado por el pueblo argentino en una consulta popular no vinculante, y finalmente el 29 de noviembre de 1984 fue firmado el Tratado de Paz y Amistad en la Ciudad del Vaticano por los ministros de Relaciones Exteriores Dante Caputo (Argentina) y Jaime del Valle (Chile).
Posteriormente en octubre de 1985, firmó un acta junto con Ernesto Videla que estableció la «Comisión Binacional de Integración» establecida en el Tratado de Paz y Amistad. Posteriormente fue designado Subsecretario de Asuntos Especiales de la Cancillería Argentina.

### Años posteriores
Fue Representante Permanente de la República Argentina ante la Organización de las Naciones Unidas entre 1986 y 1989. Allí, fue Presidente del Consejo de Seguridad en los meses de marzo de 1987 y junio de 1988.
El 17 de julio de 1989, mediante el decreto 316 del Poder Ejecutivo Nacional, fue designado embajador ante el Reino de Marruecos, siendo su cargo confirmado en septiembre del mismo año. Posteriormente el 6 de octubre de 1993 fue nombrado director de la Oficina Comercial y Cultural Argentina en Taiwán, dejando el cargo el 20 de septiembre de 1995, siendo reemplazado por Raúl Carlos Desmarás Luzuriaga.
Miembro del Consejo Argentino para las Relaciones Internacionales (CARI), ha formado parte del Comité sobre la Cuestión Malvinas Georgias y Sandwich del Sur.
En la actualidad reside en Recoleta, Buenos Aires.

## Obra
- El derecho de los Tratados y la Convención de Viena de 1969, Editorial La Ley, Buenos Aires, 1970 (junto con Ernesto de la Guardia).
- Carta de las Naciones Unidas anotada, Editorial Zavalía, Buenos Aires, 2005. ISBN: 9505726988